# Zdenko Hudec
Zdenko Hudec, zvani Cufo (Zagreb, 29. svibnja 1949. – Zagreb, 15. siječnja 2001.), grafički inženjer, dugogodišnji grafički urednik "Sportskih novosti". 
Završio je Višu grafičku školu u Zagrebu 1973. godine, a godinu dana potom počeo je raditi u "Sportskim novostima" kao suradnik. Godine 1976. postao je grafički urednik. On je realizator "glave" "Sportskih novosti", onog velikog SN, koje prvo upada u oči kad se u ruke uzmu te novine.
Izvor:
- "Vjesnik", 16. siječnja 2001, str. 5